# Zöld Baloldal (Horvátország)
A Zöld Baloldal (horvátul: Zeleno-lijeva koalicija) egy horvátországi szélsőbaloldali zöld – szocialista hatpárti koalíció, mely a „Tudjuk!” (Možemo!) politikai platformból, az Új Baloldalból (Nova lijevica), a Horvátország Fenntartható Fejlődése (Održivi razvoj Hrvatske – ORaH) pártból, a Munkásfrontból (Radnička fronta), a Zágráb a Miénk! (Zagreb je Nas!) pártból és a zágrábi „A városért” (Za grad) mozgalomból tevődött össze. 2020-ban a Munkásfront kilépett a koalícióból. A koalíció a demokratikus szocializmus, a zöld politika és a progresszív társadalmi kérdések támogatását tűzte ki céljául.

## Története
A koalíció 2017-ben a zágrábi helyhatósági választásokra Baloldali Blokk (Lijevi blok) néven jött létre, ahol a zágrábi közgyűlésben az 51 mandátumból 4-et szerzett meg, és a Milan Bandić polgármester vezette jobboldali többségi koalíció leghangosabb ellenzékének bizonyult.
A 2019-es európai parlamenti választáson és a közelgő, 2020. júliusi horvát parlamenti választáson a politikai szövetség tagjai továbbra is együttműködtek. A 2020-as parlamenti választásra a koalíció a jelenlegire változtatta a nevét. A kampány során a közvéleménykutatások alapján a koalíció népszerűsége emelkedni kezdett, és napi szinten kapott sajtóvisszhangot. 2020 júniusában Bojan Glavašević független képviselő és a Megtehetjük! - politikai platform is csatlakozott a koalíció parlamenti választási listájához. A párt szociálpolitikájának hiánya miatt aggódva, az SDP-t elhagyva az ország egyik legnépszerűbb rockzenekarának a Hladno Pivo együttesnek a frontemberei, Mile Kekin és felesége, Ivana (klinikai pszichológus) szintén csatlakoztak a párt listájához. Kekin írta azt a dalt is, amelyet a „Happy People” nevű koalíciós promóciókhoz használtak. A prominens színházi alkotó és előadóművész Mario Kovač ugyancsak csatlakozott a listához. A koalíció választáson való részvételét számos közéleti személyiség is támogatta, köztük Damir Urban, Ljiljana Nikolovska és Davor Tolja, Vedrana Rudan, Tomislav Jakić és Viktor Ivančić újságírók, Slaven Tolj multimédiás művész, és Damir Nikšić bosnyák baloldali aktivista és konceptuális művész. Ehhez még hozzá kell tenni, hogy a választások előtti héten új közéleti személyiségek tettek közzé videókat, hogy kifejezzék támogatásukat, mint például Jane Fonda színművész és aktivista, és számos más ismert személy is vállalta a koalíció támogatását. A koalíció támogatást kapott még az Amerikai Demokratikus Szocialistáktól, az Európai Baloldal Pártjától, a GUE/NGL-től és az Európai Zöldektől, valamint a szomszédos országok politikai szervezeteitől, mint például a szlovéniai Baloldali Párt, a montenegrói Egyesült Reform Akció, továbbá a szerb Szociáldemokrata Unió és a „Ne hagyd megfulladni Belgrádot!” zöld párt. A koalíció végül a szavazatok mintegy 7%-át szerezve ötödik lett a választásokon, és 7 parlamenti helyet kapott a 151 fős horvát parlamentben. Eredményeiket a zágrábi Kortárs Művészeti Múzeumban ünnepelték. 2020 decemberében Tomislav Tomašević bejelentette, hogy a Munkásfront a többi párttal fennálló konfliktus miatt már nem tagja a koalíciónak.
2023. március 17-én a Zöld Baloldal parlamenti képviselőcsoportja Možemo!- politikai platformra változtatta a nevét, amelyet a koalíció jelenlegi tagpártjával a Tudjukkal (Možemo!) tervezett jövőbeni egyesülésének egyik lépéseként kommunikáltak.

## Választási eredmények
| Választások | Szavazatok száma | Szavazatok aránya | Mandátumok száma | Parlamenti szerepe |
| ----------- | ---------------- | ----------------- | ---------------- | ------------------ |
| 2020        | 116 480          | 6,99%             | 7                | ellenzék           |

| Választások | Szavazatok száma | Szavazatok aránya | Mandátumok száma |
| ----------- | ---------------- | ----------------- | ---------------- |
| 2019        | 19 313           | 1,79%             | 0                |

## Fordítás
- Ez a szócikk részben vagy egészben  a   Green-Left Coalition című angol Wikipédia-szócikk ezen változatának fordításán alapul.  Az eredeti cikk szerkesztőit annak laptörténete sorolja fel. Ez a jelzés csupán a megfogalmazás eredetét és a szerzői jogokat jelzi, nem szolgál a cikkben szereplő információk forrásmegjelöléseként.